# Ashton (Iowa)
Ashton – miasto w Stanach Zjednoczonych, w stanie Iowa, w hrabstwie Osceola.

## Demografia
W 2000 liczyło 461 mieszkańców. W 2023 liczba mieszkańców spadła do 432 osób, a gęstość zaludnienia poniżej 167 osób/km².